# Angie Craig
Pour les articles homonymes, voir Craig.
Angela Dawn Craig, dite Angie Craig, est une femme politique américaine née le 14 février 1972 à West Helena (Arkansas). Membre du Parti démocrate, elle est élue pour représenter le Minnesota à la Chambre des représentants des États-Unis lors des élections de novembre 2018 en battant le républicain sortant Jason Lewis.

## Biographie

### Jeunesse et carrière professionnelle
Angie Craig est née à West Helena dans l'Arkansas. Elle grandit dans des parcs de mobile homes à Gosnell puis Jonesboro, élevée par sa mère célibataire.
En 1994, elle obtient un baccalauréat en journalisme de l'université de Memphis,, dont elle dirige le magazine universitaire The Daily Helmsman. Elle est reporter au The Commercial Appeal de Memphis pendant onze ans. Elle entame ensuite une carrière dans la communication au sein de Smith & Nephew, une société de matériel médical, à Memphis puis à Londres.
En 2005, elle devient vice-présidente de la communication de St. Jude Medical, une société spécialisée dans les dispositifs médicaux dont le siège social se trouve à Saint Paul (Minnesota). En 2013, elle devient vice-présidente des ressources humaines de l'entreprise. Elle quitte St. Jude Medical en 2017 après le rachat de la société par les laboratoires Abbott, touchant personnellement trois millions de dollars.

### Carrière politique

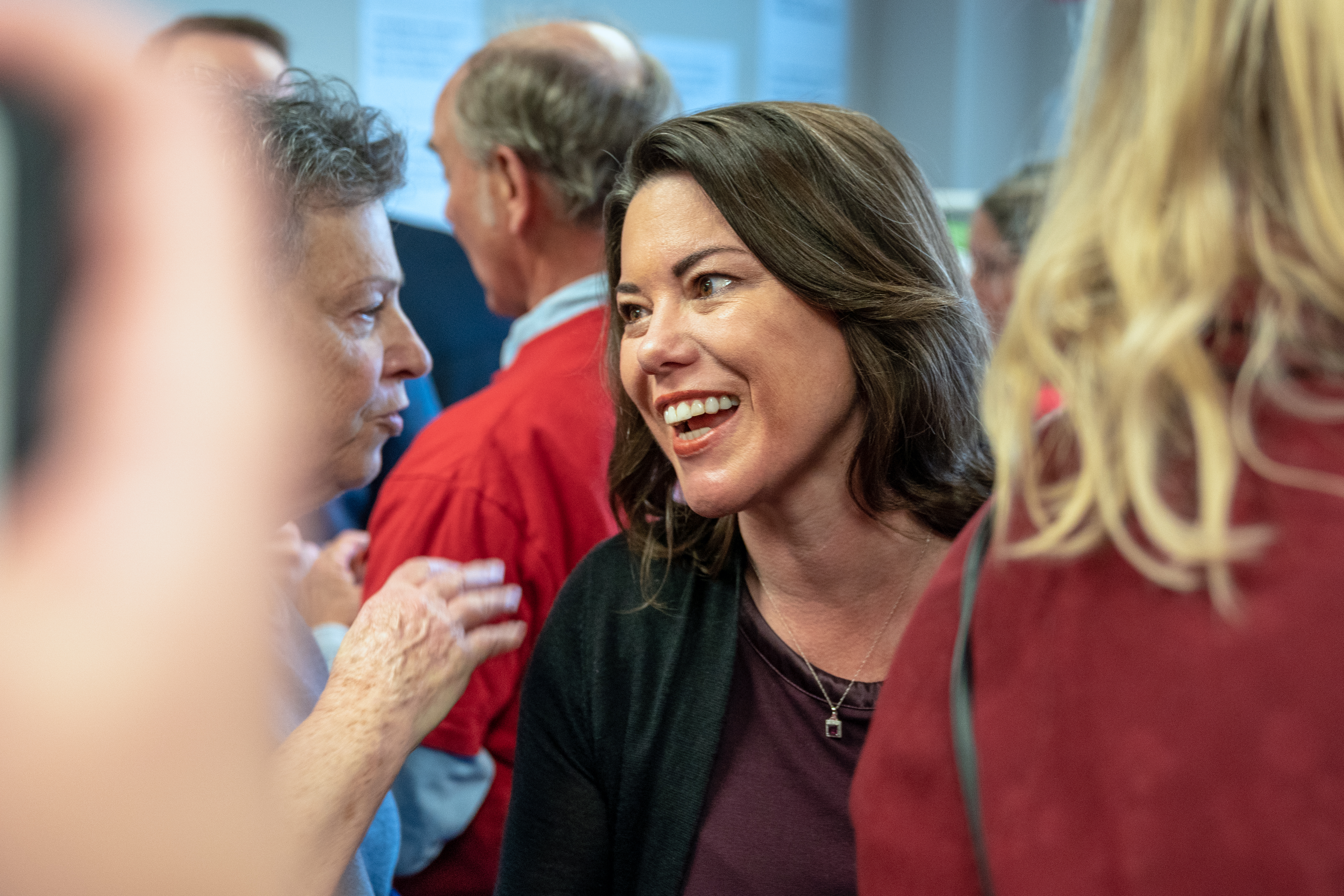
Angie Craig en campagne en novembre 2018.

À l'occasion des élections de 2016, Craig se présente à la Chambre des représentants des États-Unis dans le 2e district congressionnel du Minnesota. Les démocrates pensent avoir une chance de l'emporter avec le retrait du républicain sortant John Kline. La circonscription, qui comprend les banlieues sud des Twin Cities ainsi que les comtés ruraux de Goodhue et de Wabasha, a voté de justesse pour Barack Obama en 2012. Craig affronte le républicain Jason Lewis, un ancien animateur radio connu pour ses propos polémiques. Elle investit un million de dollars de sa fortune personnelle et dépense au total quatre fois plus que son adversaire républicain. Le 7 novembre 2018, elle est battue d'un peu moins de 7 000 voix par Lewis (soit 1,8 point de pourcentage). Sa défaite — considérée comme une surprise par certains observateurs politiques — s'explique notamment par la présence d'une candidate de l'Independence Party of Minnesota récoltant 8 % des voix, et par la victoire de Donald Trump dans la circonscription (avec 1,2 point d'avance sur Hillary Clinton),.
Craig est une nouvelle fois candidate lors des élections de 2018. En avril 2018, elle obtient à nouveau l'investiture du Parti démocrate du Minnesota en battant l'enseignant Jeff Erdmann. Elle engage une nouvelle équipe de communication et fait une campagne jugée plus authentique par la presse : elle n'apparaît plus en costume dans ses clips de campagne et parle ouvertement de son épouse. Elle attaque Lewis pour son vote en faveur de l'abrogation de l'Obamacare et en faveur de la baisse des impôts qu'elle considère comme un cadeau aux grandes entreprises,. Elle prend sa revanche sur Lewis en rassemblant près de 53 % des suffrages. Elle devient la première mère ouvertement lesbienne à être élue au Congrès, la première personne homosexuelle à y représenter le Minnesota ainsi que la première femme à y représenter le 2e district du Minnesota.
En février 2025, elle annonce sa candidature aux élections sénatoriales de novembre 2026, pour succéder à la démocrate Tina Smith, non candidate à sa réélection.